# Sycophila pallidicornis
Sycophila pallidicornis är en stekelart som först beskrevs av William Harris Ashmead 1894.  Sycophila pallidicornis ingår i släktet Sycophila och familjen kragglanssteklar. Inga underarter finns listade i Catalogue of Life.